# ستيفاني تايلور
ستيفاني تايلور (بالإنجليزية: Stephanie Taylor)‏ هي فنانة بريطانية، ولدت في 1971.